# Tarzan i Amazonki
Tarzan i Amazonki (Tarzan and the Amazons) – amerykański film przygodowy z 1945 roku, będący kontynuacją filmu Tarzan i tajemnica pustyni z 1943 roku. 
Film jest częścią cyklu filmów o Tarzanie, będącego swobodną adaptacją cyklu powieści Edgara Rice’a Burroughsa o tej postaci. 

## Główne role
- Johnny Weissmuller: Tarzan
- Brenda Joyce: Jane
- Johnny Sheffield: Boy
- Henry Stephenson: Sir Guy Henderson, archeolog
- Marija Uspienska: królowa Amazonek
- Barton McLane: Ballister
- Donald Douglas: Anders
- Steven Geray: Brenner
- Shirley O’Hara: Athena